# Vernonia menthaefolia
Vernonia menthaefolia là một loài thực vật có hoa trong họ Cúc. Loài này được (Poepp. ex Spreng.) Less. miêu tả khoa học đầu tiên năm 1829.